# Бейсджампинг

Прыжок с антенны

Бейсджа́мпинг (англиц. от BASE jumping) — экстремальный вид спорта, в котором используют специальный парашют для прыжков с фиксированных объектов.
B.A.S.E. — акроним английских слов:
- Building (здание)
- Antenna (антенна)
- Span (перекрытие, пролёт моста)
- Earth (земля)

Это перечень основных типов объектов, с которых выполняют прыжки.
Спортсменов называют бейсджамперами (англ. basejumper) или просто бейсерами.
Бейсджампинг считают наиболее опасным видом прыжков с парашютом и на текущий момент рассматривают как крайне экстремальный спорт.

## История

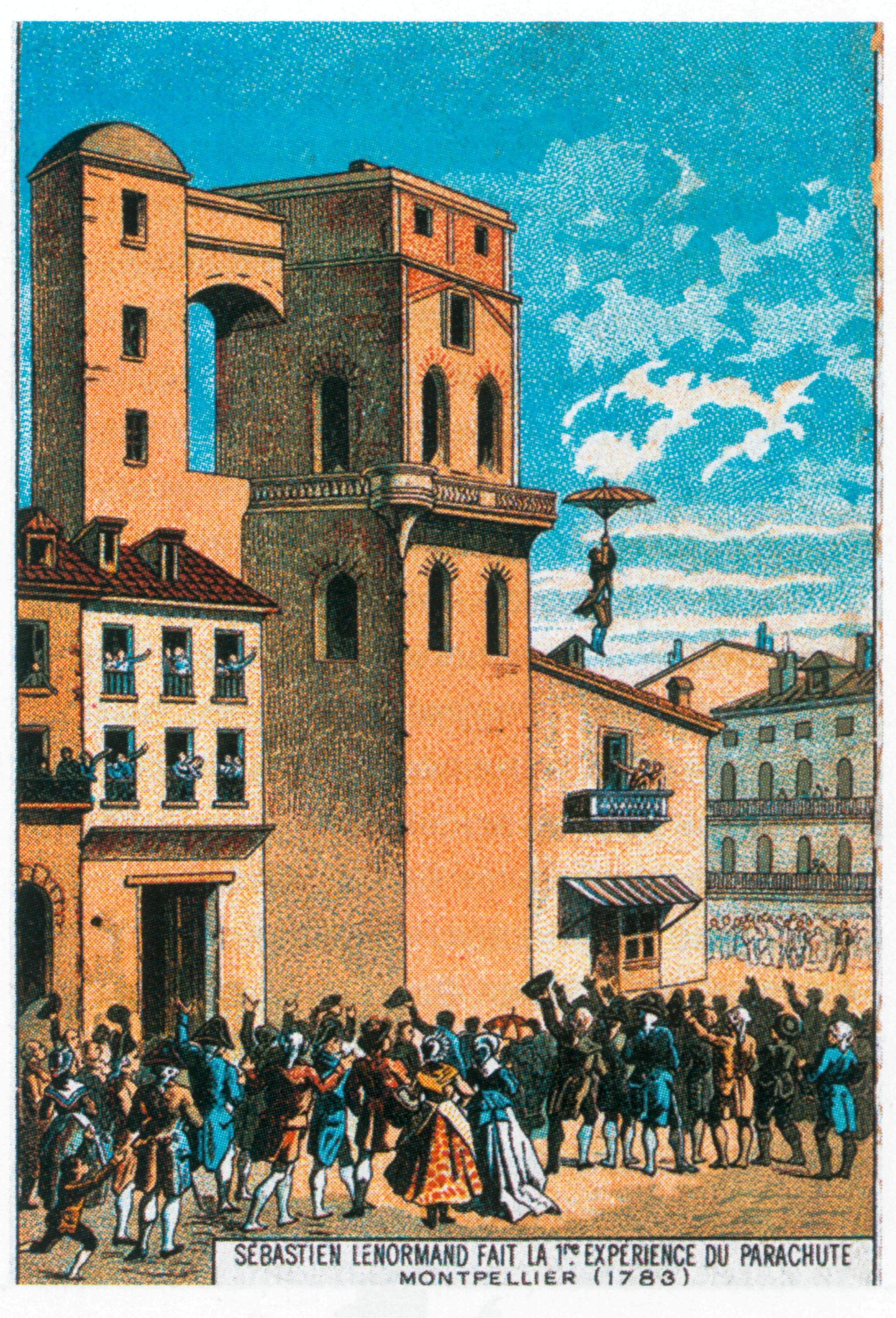
Ленорман

Первые упоминания об использовании парашютов датируют XII веком нашей эры: китайские акробаты использовали малый парашют, чтобы подстраховывать падения во время выступлений.
Ниже приведены отдельные примеры бейс-прыжков, начиная с 1700 года.
- В 1783 Луи Себастьян Ленорман совершил прыжок с башни обсерватории города Монпелье (Франция), что предшествовало первому в истории парашютному прыжку с воздушного шара, совершённому известным воздухоплавателем Андрэ Жак Гарнерен в 1797 году
- В 1912 Фредерик Родмен Ло (англ. Frederick Law) прыгнул с американской статуи Свободы
- В 1913 Штефан Банич прыгнул со здания, чтобы продемонстрировать свой новый парашют патентному бюро США и командованию американских вооружённых сил
- В 1913 русский студент консерватории Петербурга Владимир Оссовский прыгнул в Руане (Франция) с 60-метрового моста через реку Сену. Он использовал парашют серии РК-1, разработанный за год до этого конструктором Глебом Котельниковым (1872—1944). Оссовский также планировал прыгнуть с Эйфелевой башни, но разрешение так и не было получено
- В 1966 Майкл Пелки (англ. Michael Pelkey)[1] и Брайан Шуберт (англ. Brian Schubert) прыгнули со скалы Эль-Капитан в национальном парке Йосемити
- 9 ноября 1975 года член строительной бригады Билл Юстас (англ. Bill Eustace) стал первым, кто прыгнул с Си-Эн Тауэр (Канада). Был за это уволен
- В 1975 безработный Оуэн Квин (англ. Owen J. Quinn) прыгнул с южной башни Всемирного торгового центра, чтобы привлечь внимание к тяжёлому положению безработных
- В 1976 Рик Сильвестер (англ. Rick Sylvester) прыгнул с вершины Асгард, горы на Канадском острове Баффинова Земля. Эти съёмки используют в начальных кадрах фильма «Шпион, который меня любил» о Джеймсе Бонде, что дало возможность широкой аудитории впервые увидеть бейс-прыжки
- В 2006 полковник Бехзад Паянде (англ. Behzad Payandeh), член спецподразделения в Иране, совершил первый прыжок на Среднем Востоке. Он прыгнул с башни Бордже Милад в Тегеране, столице Ирана

Эти и другие случаи прыжков были разовыми и не являлись систематическим представлением новой формы прыжков с парашютом.
Акроним BASE придумал бейсджампер и видеооператор Карл Бениш (англ. Carl Boenish), который 8 августа 1978 года на скале Эль-Капитан установил несколько камер и заснял прыжки своих друзей по имени Кент Лейн (англ. Kent Lane), Том Старт (англ. Tom Start), Майк Шерин (англ. Mike Sherrin) и Кен Госселин (англ. Ken Gosselin). Сам Карл не прыгал в тот день. Джамперы впервые использовали парашют типа «крыло» и технику трекинга в свободном падении (англ.). Данную дату принято считать днём рождения и началом популяризации современного бейсджампинга.
После 1978 года прыжки и их запись на плёнку с Эль-Капитан повторяли, но уже не как показательные выступления и съёмка трюков, а в качестве развлечения.
В 1981 году Карл создаёт учётный список для всех желающих джамперов, кто имеет хотя бы по одному прыжку со всех четырёх объектов, входящих в акроним BASE. Номер 1 получил джампер из Техаса Фил Смит (англ. Phil Smith). Позже Карл получает номер 4, а его жена Джин Бениш (англ. Jean Boenish) номер 3. Данный список на сегодняшний день содержит более тысячи номеров.
Карл Бениш также продолжал снимать фильмы и выпускать информационный журнал о бейсджампинге. В 1984 он погиб при прыжке со скалы в Норвегии.
Начало популяризации бейсджампинга было положено. К тому времени концепция прыжков с фиксированных объектов сильно распространилась среди парашютистов, прыгающих бейс были уже сотни.
5 мая 2013 года российский спортсмен Валерий Розов в возрасте 48 лет спрыгнул с северного склона горы Чангзе (высота 7220 м). С помощью специально разработанного вингсьюта он приземлился на леднике Ронгбук, установив тем самым мировой рекорд по высоте прыжка. 25 октября 2016 года установил новый мировой рекорд, совершив самый высокий в мире бейс-прыжок с Чо-Ойю, шестого по высоте восьмитысячника в мире. Точка прыжка составила 7700 м над уровнем моря. Он провёл в свободном падении 90 секунд и закончил прыжок на леднике, на высоте 6000 метров. Перед совершением прыжка, Розов самостоятельно поднялся на гору: это восхождение длилось 3 недели. Он погиб 11 ноября 2017 года в Непале — скончался после прыжка в вингсьюте с горы Ама-Даблам в Гималаях.
11 сентября 2013 года был совершен первый бейс-прыжок на крюках

## Сравнение с парашютным спортом
Прародителем бейсджампинга является парашютный спорт. Однако, в отличие от прыжков с парашютом из летательных аппаратов, бейс-прыжки совершают с намного более низких высот и падение происходит в непосредственной близости от объекта, с которого прыгает джампер. Из-за небольшой высоты скорость падения при выполнении прыжков очень редко достигает таких скоростей, как в парашютном спорте.
Во время падения парашютисты используют воздушный поток для стабилизации, это даёт им возможность принять правильное положение тела перед открытием парашюта. При выполнении бейс-прыжка джампер падает с меньшей скоростью, а потому имеет меньше шансов стабилизироваться за счёт воздушного потока и в худшем случае может уйти в неконтролируемое вращение.
Положение тела бейсджампера в момент прыжка и сила толчка от объекта определяют последующую стабильность тела в падении в первые несколько секунд до тех пор, пока скорость падения не будет достаточной для стабилизации с помощью воздушного потока. В бейс-прыжках с низких высот раскрыть парашют необходимо именно в пределах этих нескольких секунд.
Если отделение было неверным и вводит в неконтролируемое вращение, джампер, возможно, будет уже не в состоянии исправить положение тела перед раскрытием парашюта. Если раскрытие происходит в момент неконтролируемого вращения или, когда джампер не стабилизирован, существует высокий риск запутаться в стропах и вызвать полный отказ парашюта. Также в этом случае джампер может оказаться в неправильном направлении относительно объекта. Это не является проблемой в парашютном спорте, но в бейсджампинге неверное положение тела увеличивает риск столкновения с объектом, что может стать причиной серьёзных повреждений или даже смерти при выполнении бейс-прыжков.
Опытному парашютисту рекомендуют раскрывать свой парашют на высоте не ниже 600 метров. В этом случае, при средней скорости падения 195 км/ч он достигнет земли примерно за 11 секунд.
Большинство бейс-прыжков совершают с высоты ниже 600 метров. Свободное падение до земли с объекта высотой 150 метров будет длиться около 5,6 секунды. Чтобы такой прыжок закончился успешно, джамперу необходимо вовремя раскрыть парашют. За такое короткое время скорость падения не успеет сильно развиться, и раскрытие произойдёт на скорости в 2 раза меньшей, чем скорость падения в классических прыжках с парашютом.
Парашют должен открываться очень быстро (с меньшей потерей высоты). Обычная парашютная система не предназначена для бейс-прыжков, так как требует для ввода в действие высоты 100—200 метров, в то время как парашют для бейса — 15—40 метров.
Бейсджамперы используют специально разработанное оборудование, парашюты, парашютные ранцы, большие вытяжные парашюты. Обычно вся парашютная система в сборе имеет лишь 1 основной парашют и не имеет запасного. Он не предусмотрен, так как обычно прыжки осуществляют с низких высот, и времени на использование запасного парашюта недостаточно. Кроме того, в бейсерских парашютных системах не предусмотрено использование страхующих приборов.
Разница существует и в площадках для приземления. В классических прыжках парашютисты приземляются на специально отведённую для этих целей площадку, обычно это большое поле. В бейсджампинге приземление, как правило, производят на сильно ограниченные площадки, что требует серьёзных навыков пилотирования парашюта.
Парашютист заходит в самолёт, ждёт набора заданной высоты, потом прыгает, а новички ждут также и сигнала для прыжка. Перед бейс-прыжком джамперу, возможно, предстоят часы трудного подъёма, техничного лазания или восхождения. Такие подъёмы требуют серьёзной физической подготовки и дополнительной смелости.

## Разновидности бейс-прыжков
Пайлот-шут-ассист (англ. Pilot Chute Assist) или просто ассист — вытяжной парашют — держит в руке ассистент, стоящий на месте совершения прыжка, до полного вытягивания строп. Разновидность ассиста — прыжок «на обрывную», при котором стренгу привязывают к чему-нибудь на месте совершения прыжка обрывной стропой и вытяжной парашют не снимают. Применяют при прыжках с низких высот или в случае, при котором необходимо быстрое открытие. Также часто практикуют на начальном уровне обучения бейс-прыжкам.

Фрифол

Фрифол (англ. Freefall) — наиболее распространённый вид бейс-прыжков. Раскрытие парашюта производят джампером после отделения самостоятельно, для чего вытяжной парашют выбрасывают либо из кармана на парашютном ранце, либо из руки.
Бейс-прыжки в группе. Такие прыжки отличаются особой зрелищностью, однако, уровень риска сильно возрастает. Обычно выполняют опытные спортсмены.
Макконки или иначе ролл овер — распущенный купол свешивают с экзита перед бейсером, отделение в переднее сальто. Главное — перевернуться и не упасть в купол. Стренгу с вытяжным парашютом снимают. Слайдер внизу. Практикуют в штиль. Первым, используя для этого бейс парашют, так прыгнул Шейн Макконки). Он видел, как такие прыжки выполняли парапланеристы, и решил опробовать это с парашютом для бейса. Существует разновидность такого прыжка под названием «ютадроп». Название прыжку дал его основатель, Джонни Юта (англ. Johnny Utah). Парашют раскачивают рукой или при помощи ветра, далее джампер прыгает между куполом и объектом.
Акробатика в бэйсе — выполнение разнообразных акробатических упражнений в свободном падении с момента прыжка до раскрытия парашюта.
Рон вэй (англ. Wrong way) — парашютный ранец надевают не как обычно на спину, а наоборот. Соответственно, после раскрытия джампер летит вперёд спиной.
Вингсьют (англ. Wingsuit) — прыжки в специальном костюме, придающем человеческому телу форму крыла, создающего подъёмную силу.
Тард (англ. Tard) — налистанный купол держат в руках и кидают после отделения спортсменом. Слайдер внизу. Стренгу с вытяжным парашютом снимают.

## Легальность
В России нет закона, запрещающего либо ограничивающего бейсджампинг. Однако необходимо учитывать, что проникновение на объект, который, как правило, является частной или государственной собственностью, незаконно. Исключением являются официально разрешённые мероприятия. Также стоит принять во внимание наличие административной ответственности за правонарушения, посягающие на общественный порядок и общественную безопасность.
В ряде стран[каких?] прыжки с парашютом со зданий без специального разрешения рассматриваются как хулиганство.

## Обучение
На территории России не существует организаций, занимающихся обучением бейсджампингу. Все навыки передают от человека, уже имеющего опыт прыжков, студенту.
Требования до начала обучения:
- 150—200 прыжков с самолёта на парашютах типа «крыло»
- Уверенные навыки пилотирования таких куполов, построение глиссады захода и, как следствие, вообще точностные навыки
- Осознанное понимание того, для чего вы хотите заниматься этим спортом
- Осознание риска и возможных последствий

## Происшествия
На специальной странице в сети интернет ведут печальный список погибших. В период с 1981 по 21 октября 2020 года зарегистрировано 396 происшествий со смертельным исходом.
Попытки самостоятельных бейс-прыжков без соответствующего оборудования и навыков, как правило, приводят к тяжёлым травмам или смерти.